# Phleum pratense subsp. bertolonii
Phleum pratense subsp. bertolonii é uma subespécie de planta com flor pertencente à família Poaceae. 
A autoridade científica da subespécie é (DC.) Bornm., tendo sido publicada em Botanische Jahrbücher für Systematik, Pflanzengeschichte und Pflanzengeographie 61(140): 157. 1828.

## Portugal
Trata-se de uma subespécie presente no território português, nomeadamente em Portugal Continental.
Em termos de naturalidade é nativa da região atrás indicada.

## Protecção
Não se encontra protegida por legislação portuguesa ou da Comunidade Europeia.